# سرویس فرهنگ و اطلاعات کره جنوبی
سرویس فرهنگ و اطلاعات کره (KOCIS) (به کره‌ای: 해외문화홍보원) سازمانی وابسته به وزارت فرهنگ، ورزش و جهانگردی دولت کره جنوبی است و ۳۲ مرکز فرهنگی را در ۲۷ کشور اداره می‌کند.
هدف این سازمان شناساندن کره و ارائه تصویری بهتر از این کشور به وسیله ترویج میراث و هنر کره و مبادلات فرهنگی هنری با سایر کشورها، از طریق این مراکز فرهنگی است. این سازمان همچنین در تلاش است تا اطلاعات غلط در مورد کره را که به وسیله رسانه‌ها منتشر شده اصلاح کند و از هر سازمان یا هر فردی که در این زمینه فعالیت کند حمایت می‌کند.
وبسایت خبری Korea.net نیز متعلق به این سازمان است که در آن می‌توان اخبار و فیلم‌هایی را دربارهٔ کره تماشا کرد و از هزاران سال تاریخ گرفته تا ستاره‌های پاپ، سینما و نمایش‌های تلویزیونی اطلاعات کسب کرد.

## تاریخچه
این سازمان در تاریخ ۳۱ دسامبر سال ۱۹۷۱ به عنوان سرویس اطلاعات خارجی کره (KOIS) تحت نظر وزارت فرهنگ و اطلاعات افتتاح شد. در ۳ ژانویه سال ۱۹۹۰، پس از ساماندهی مجدد وزارت فرهنگ و اطلاعات و تبدیل آن به دو وزارت فرهنگ و وزارت اطلاعات، تحت نظر وزارت اطلاعات قرار گرفت. در ۲۳ دسامبر ۱۹۹۴، مسئولیت‌های اداری مربوط به این سازمان به وزارت فرهنگ و ورزش واگذار شد. در ۲۸ فوریه سال ۱۹۹۸، با انحلال وزارت اطلاعات تحت نام وزارت فرهنگ و جهانگردی قرار گرفت و نام آن به سرویس فرهنگ و اطلاعات خارجی کره جنوبی (KOCIS) تغییر یافت در ۲۴ مه سال ۱۹۹۹، تحت نظر آژانس اطلاعات تازه تأسیس دولت قرار گرفت و نام آن به نام پیشین یعنی سرویس اطلاعات خارجی کره (KOIS) تغییر یافت. سرانجام در ۲۹ فوریه سال ۲۰۰۸، با انحلال سرویس اطلاعات دولتی، فعالیت‌های این سازمان تحت نظر وزارت فرهنگ ورزش و جهانگردی قرار گرفت و نامش نیز به نام کنونی (KOCIS) تغییر یافت.

## مراکز فرهنگی
در مجموع ۳۲ مرکز فرهنگی خارج از کشور توسط سرویس فرهنگ و اطلاعات کره اداره می‌شود:
- (۱۹۷۹ ~ ۱۹۸۰) ۴ مکان (ژاپن، ایالات متحده (۲)، فرانسه)
- (۱۹۹۱ ~ ۲۰۰۰) ۴ مکان (چین، آلمان، روسیه، ژاپن)
- (۲۰۰۱ ~ ۲۰۱۰) ۸ مکان (ویتنام، آرژانتین، شانگهای، انگلستان و غیره)
- (۲۰۱۱ ~ ۲۰۱۵) ۱۲ مکان (استرالیا، اسپانیا، فیلیپین، اندونزی و غیره)
- (۲۰۱۶) ۳ مکان (امارات متحده عربی، کانادا، ایتالیا)
- (۲۰۱۸) ۱ مکان (چین)